# Hister lucanus
Hister lucanus är en skalbaggsart som beskrevs av Horn 1873. Hister lucanus ingår i släktet Hister och familjen stumpbaggar. Inga underarter finns listade i Catalogue of Life.